# یولیان ججینا
یولیان ججینا (لهستانی: Julian Dziedzina؛ ‏ ۲۱ اکتبر ۱۹۳۰ – ۲۱ مهٔ ۲۰۰۷) بازیگر، کارگردان نمایش، کارگردان فیلم و استاد مدرسه ملی فیلم ووچ اهل لهستان بود.
از فیلم‌ها یا مجموعه‌های تلویزیونی که وی در آن‌ها نقش داشته‌است، می‌توان به بوکسور و اروییکا اشاره نمود.